# 佩洛索峰
46°13′58.8″N 8°38′57.9″E / 46.233000°N 8.649417°E

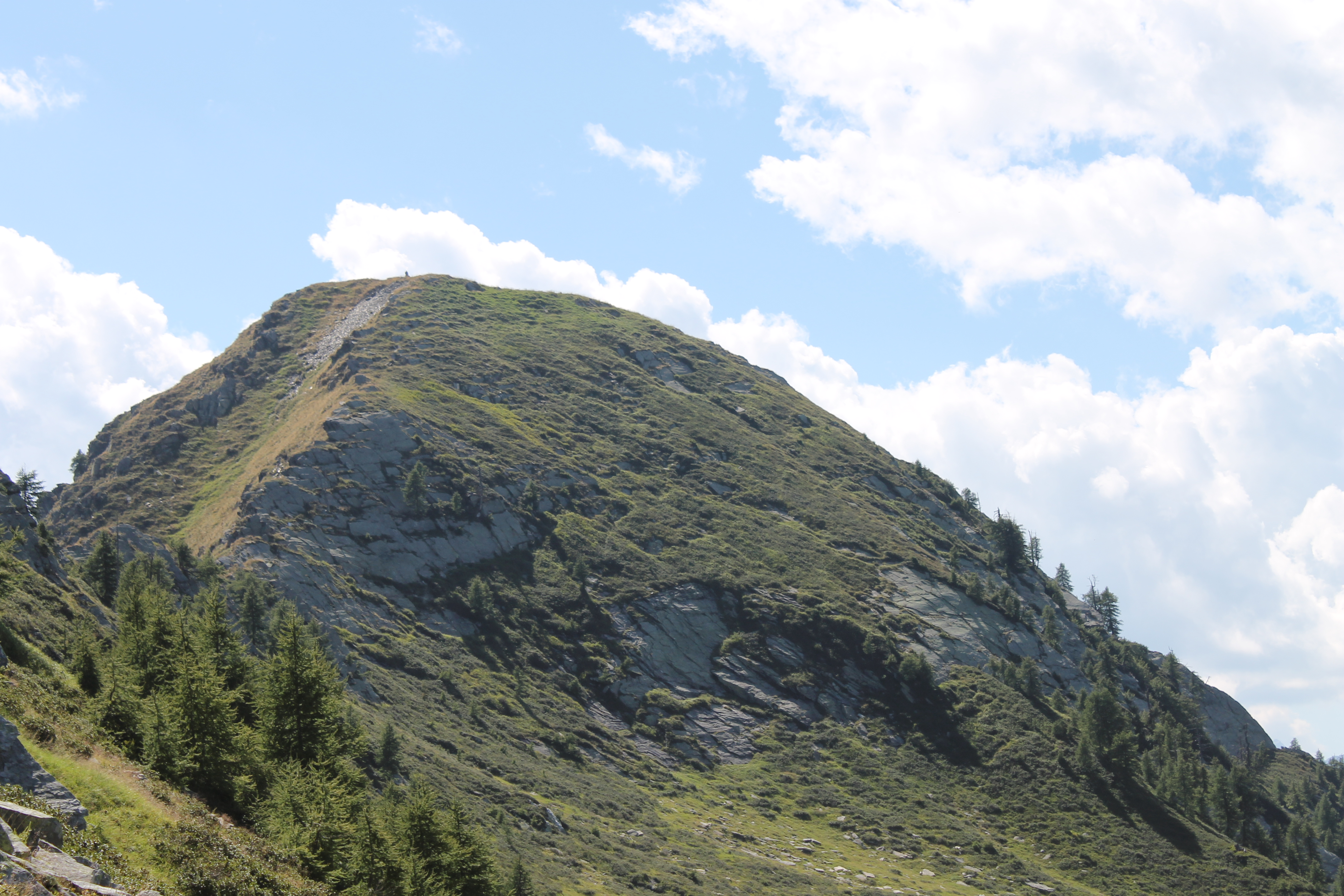

佩洛索峰（Pizzo Peloso），是瑞士的山峰，位於該國南部，由提契諾州負責管轄，屬於勒蓬廷阿爾卑斯山脈的一部分，海拔高度2,064米，每年平均降雨量2,204毫米。

## 外部連結
- Pizzo Peloso on Hikr （页面存档备份，存于）